# Миленберге
Миленберге (њем. Mühlenberge) општина је у њемачкој савезној држави Бранденбург. Једно је од 26 општинских средишта округа Хафеланд. Према процјени из 2010. у општини је живјело 781 становника. Посједује регионалну шифру (AGS) 12063202.

## Географски и демографски подаци
Миленберге се налази у савезној држави Бранденбург у округу Хафеланд. Општина се налази на надморској висини од 36 метара. Површина општине износи 39,5 km². У самом мјесту је, према процјени из 2010. године, живјело 781 становника. Просјечна густина становништва износи 20 становника/km².